# Ezzatollah Pourghaz
Ezzatollah Pourghaz (en persa: عزت‌الله پورقاز‎; Bandar-e Torkaman, Gulistán, 21 de marzo de 1987) es un futbolista iraní que juega en la demarcación de defensa para el Sepahan FC de la Iran Pro League.

## Selección nacional
El 12 de noviembre de 2015 hizo su debut con la selección de fútbol de Irán en un encuentro de la clasificación para la Copa Mundial de Fútbol de 2018 contra Turkmenistán que finalizó con un resultado de 3-1 a favor del combinado iraní tras los goles de Mekan Saparow por parte de Turkmenistán, y de Ashkan Dejagah, Morteza Pouraliganji y Saeid Ezatolahi por parte de Irán.

## Clubes
| Club                   | País | Año         | Partidos | Goles |
| ---------------------- | ---- | ----------- | -------- | ----- |
| Etka Gorgan FC         | Irán | 2011 - 2013 | 24       | 0     |
| Iranjavan FC           | Irán | 2013 - 2014 | 21       | 0     |
| Malavan FC             | Irán | 2014 - 2016 | 46       | 2     |
| Esteghlal Khuzestan FC | Irán | 2016 - 2017 | 12       | 1     |
| Saipa FC               | Irán | 2017        | 13       | 1     |
| Sepahan FC             | Irán | 2017 -      | 7        | 0     |